# Квантришвили, Отари Витальевич
Ота́ри Вита́льевич Квантришви́ли (кличка Ота́рик; 27 января 1948, Зестафони — 5 апреля 1994, Москва) — основатель партии спортсменов России, председатель Фонда имени Льва Яшина, предприниматель, криминальный авторитет, лидер Тбилисской организованной преступной группировки, младший брат известного криминального авторитета Амирана Квантришвили. Мастер спорта СССР по греко-римской борьбе, заслуженный тренер РСФСР.

## Биография
Родился 27 января 1948 года в Зестафони в семье машиниста пассажирского электровоза, его отец впоследствии был переведён в московское Депо имени Ильича.
В 1966 году был осуждён за изнасилование к семи годам лишения свободы, в 1970 году с диагнозом «вялотекущая шизофрения» переведён в Люблинскую психиатрическую больницу общего типа.
С 1985 года занимался предпринимательством. Был женат, четверо детей.
В условиях «дикого» капитализма 1990-х годов приобрёл доли в разных коммерческих предприятиях (дискотеках, казино и т. д.). Соучредитель ассоциации «XXI век». Председатель Фонда социальной защиты спортсменов имени Льва Яшина. 
В феврале 1994 года создал партию «Спортсмены России», политической целью которой являлось восстановление законности в стране. 
Первый пресс-секретарь Бориса Ельцина, журналист Владимир Мезенцев писал о благосклонности к Отари Квантришвили со стороны президента, дружбе с Иосифом Кобзоном.

### Убийство

Могила Отари и Амирана Квантришвили на Ваганьковском кладбище Москвы. Автор памятника — скульптор Клыков В. М.

5 апреля 1994 года убит в Москве тремя выстрелами из промысловой малокалиберной винтовки при выходе из Краснопресненских бань.
«Киллер воспользовался промысловой малокалиберной винтовкой с оптическим прицелом № 1392909 иностранного производства. Преступник бросил винтовку, предварительно разбив у неё приклад. Неподалёку от винтовки был найден магазин с тремя патронами, а возле чердачного окна, из которого и были произведены выстрелы, — три стреляные гильзы калибра 5,6 мм (.22 lr). Отпечатков пальцев на оружии не обнаружено. Не смогла пролить свет на личность убийцы и баллистическая экспертиза: найденная винтовка в картотеке не значится. Трассологические исследования показали, что преступник стрелял из положения лёжа, оперев винтовку на четыре сложенных стопкой кирпича. Три пули, выпущенные убийцей с расстояния порядка 50—70 метров под углом примерно 75 градусов, попали г-ну Квантришвили, выходившему из бань, в голову, шею и грудь».
Виновным в убийстве был признан Алексей Шерстобитов (Лёша Солдат). По данным следствия, причиной убийства был конфликт между Отари Квантришвили и Сергеем Тимофеевым (Сильвестром), убитым в сентябре 1994 года, заказчиками — Сильвестр и другие лидеры орехово-медведковской преступной группировки, а посредником — бывший офицер КГБ Григорий Гусятинский (Гриша Северный), убитый в Киеве в январе 1995 года тем же киллером Алексеем Шерстобитовым. Сам Шерстобитов признал свою вину. 29 сентября 2008 года за убийство Квантришвили и другие преступления Шерстобитов был приговорён в общей сложности к 23 годам тюремного заключения.
По версии Павла Хлебникова, Отари пал жертвой криминальной войны между чеченскими и славянскими ОПГ.
Похоронен на Ваганьковском кладбище (уч. №1) рядом со своим старшим братом Амираном.

## Киновоплощения
- В сериале «Бандитский Петербург» (1—2, 4 части) есть персонаж Гиви Чвирхадзе по прозвищу «Гурген» (сыграл актёр Армен Джигарханян). Обстоятельства его гибели во многом копируют реальную смерть Отари Квантришвили. Также в 4-й части сериала упоминается убийство брата Гургена, в точности копирующее обстоятельства убийства Амирана Квантришвили. В основе сериала «Бандитский Петербург» лежат книги петербургского писателя и журналиста Андрея Константинова, в которых также действует Гиви Чвирхадзе (Гурген).
- В сериале «Крот» Отари Квантришвили стал прототипом Вахтанга Маргеладзе, сыгранного актёром Дмитрием Нагиевым.
- Актёр Зураб Кипшидзе воплотил образ Отари Квантришвили в телесериалах «Дронго» (персонажа зовут Гурам Хотивари) и «Ледниковый период» (Гурам Павликадзе).
- Обстоятельства гибели Отари Квантришвили также нашли киновоплощение в телесериале «Банды».
- Документальный фильм «Не дожившие до пожизненного заключения» (3 серии) из цикла Вахтанга Микеладзе «Приговорённые пожизненно».